# UMF Skallagrímur
Ungmennafélagið Skallagrímur, oftmals auch nur als Skallagrímur bezeichnet, ist ein isländischer Sportverein aus dem am westisländischen Fjord Borgarfjörður gelegenen Ort Borgarnes.

## Geschichte
Skallagrímur gründete sich am 3. Dezember 1916. Im Laufe der Zeit entwickelten sich Abteilungen für verschiedene Sportarten.

### Basketball
Die Basketballmannschaft wurde 1958 ins Leben gerufen und gewann 1973 die Zweitligameisterschaft und stieg in die Úrvalsdeild auf. Dort konnte sie sich jedoch nicht halten, kehrte aber nach zwischenzeitlichem Aufenthalt in der dritten Liga später wieder in die höchste Spielklasse zurück und pendelte im Verlauf der 1990er und 2000er Jahre zwischen erstem und zweitem Spielniveau. Unter Trainer Tómas Holton nahm der Klub dabei zeitweise an den Meisterschafts-Play-Offs teil. Nach mehrjähriger Zweitklassigkeit stieg die Mannschaft 2018 in die Úrvalsdeild auf, verpasste aber als Vorletzte gemeinsam mit Breiðablik Kópavogur den Klassenerhalt und stieg wieder ab.
Parallel startete der Klub 1958 sein Frauenteam, das 1963 erstmals die Finalserie um die Meisterschaft erreichte. Nach der Niederlage gegen ÍR Reykjavík im Finale holte sie im folgenden Jahr den Titel. Später rutschte die Mannschaft ebenfalls für längere Zeit aus der Úrvalsdeild kvenna in die Zweitklassigkeit. Nach dem Aufstieg 2016 erlebte der Klub eine erfolgreiche Zeit. Während die Mannschaft sich direkt für die Play-offs qualifizierte, zog sie auch in das letztlich gegen Keflavík ÍF verlorene Pokalfinale ein. 2020 gewann die Mannschaft, angetrieben von MVP Keira Robinson mit 97 Punkten in den drei SPielen des Final-Four-Turniers, den Pokal durch einen Finalsieg gegen KR Reykjavík. In der Meisterschaft konnte sie nicht an die Erfolge anknüpfen und im Dezember 2021 zog der Klub während der laufenden Spielzeit die Mannschaft aus finanziellen Gründen vom Wettbewerb zurück.

### Fußball
Die Fußballmannschaft nahm ab Beginn der 1970er Jahre am regulären Spielbetrieb teil. Nach mehreren jahren in der dritten Liga stieg die Mannschaft Ende 1980 in die 2. deild karla auf. In der Spielzeit 1982 verpasste die Mannschaft punktgleich mit Fylkir Reykjavík den Klassenerhalt, schaffte aber den direkten Wiederaufstieg. In der Spielzeit 1986 wurde die Mannschaft ohne Punktgewinn im Saisonverlauf Schlusslicht. 
Nach dem erneuten Aufstieg Ende 1994 wurde Skallagrímur im zweiten Jahr der Ligazugehörigkeit am Ende der Spielzeit 1996 Vizemeister hinter Fram Reykjavík und stieg in die Besta deild auf. In der Spielzeit 1997 holte die Mannschaft 18 Punkte in 18 Spielen, das reichte hinter UMF Grindavík und Valur Reykjavík jedoch nicht zum Klassenerhalt. Anschließend hielt sich der Klub noch drei Spielzeiten in der zweiten Spielklasse, ehe er am Ende der Spielzeit 2000 auch hier als Schlusslicht absteigen musste.